# Vertrag von Deulino

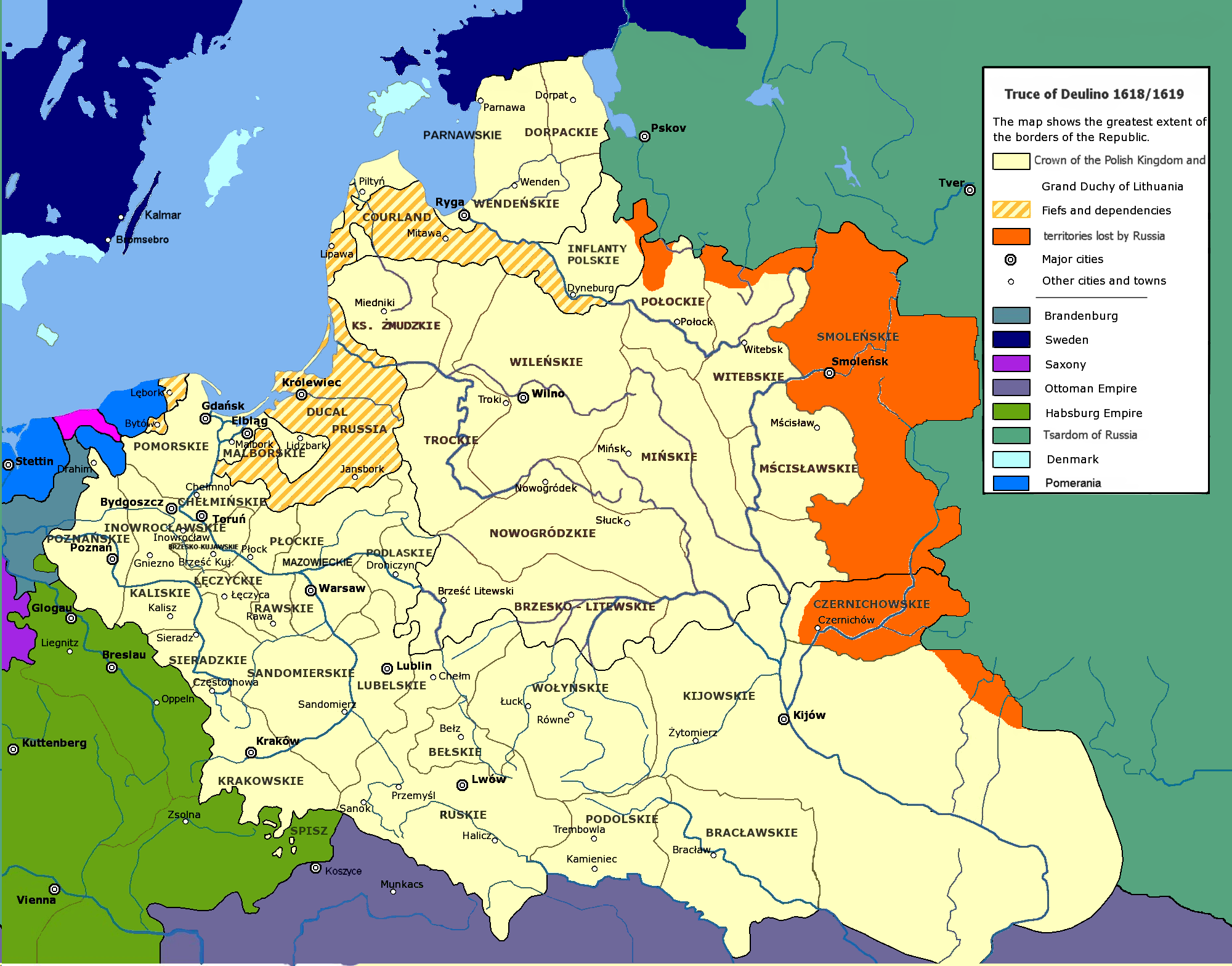
Orange markiert sind die Gebiete, die Russland mit dem Vertrag von Deulino an Polen-Litauen verloren hatte.

Der Vertrag von Deulino war ein am 11. Dezember 1618 zwischen Polen-Litauen und dem Zarentum Russland geschlossenes Waffenstillstandsabkommen, das den Polnisch-Russischen Krieg 1609–1618 beendete. Vertragsort war das nahe Moskau gelegene Deulino. 
Im Vertrag verpflichteten sich beide Seiten zu einer Waffenruhe von vierzehneinhalb Jahren. Russland erkannte die polnisch-litauische Herrschaft über das Gebiet von Smolensk, Tschernihiw und Nowhorod-Siwerskyj an, aus dem eigene Wojewodschaften gebildet wurden. Der Vertrag markierte den Zeitpunkt der größten Ausdehnung der Aristokratischen Republik nach Osten. Andererseits konnte Russland polnische Ansprüche auf die Zarenkrone abwehren und so seine Souveränität behaupten. 
Polen-Litauen verlor die ihm im Vertrag zugestandenen Gebiete nach dem Russisch-Polnischen Krieg 1654–1667 im Vertrag von Andrussowo wieder; außerdem musste es die Gebiete östlich des Dnepr inklusive Kiew mit Umland abtreten.